# Комар, Владислав (отец)
Владислав Комар, Владиславас Комарас (пол. Władysław Komar, лит. Vladislovas Komaras; род. 11 ноября 1910 в Рогувке близ Панявежиса — 20 июня 1944 в Пабярже близ Вильно) — польский дворянин, польский и литовский спортсмен.
Из шляхетского рода Комаров герба Комар, который упоминается в Великом княжестве Литовском с XV века. Выпускник Института сельского хозяйства в Гембло (Бельгия) и Познанского университета. Был членом университетской спортивной команды АЗС Познань, был членом сборной Польши по бегу на 110 м с барьерами и прыжках в высоту. С 1934 года проживал в Литве в имении Рогувек. В это время входил в литовскую сборную (7-е место на чемпионате Европы в 1934 году).
Во время Второй мировой войны вступил в польское подполье (Армия крайова). Был администратором в имении Глинцишки. Убит литовскими националистами во время резни поляков в Глинцишках.
Был женат на Ванде Ясеньской, спортсменке, его сын Владислав — известный толкатель ядра.